# Patinoarul Lajos Vákár
Patinoarul Lajos Vákár este un patinoar aflat la Miercurea Ciuc, în România. Dispune de 4.000 de locuri pentru spectatori. Găzduiește meciurile echipei de hochei pe gheață SC Miercurea Ciuc.
Arena este folosită și pentru concerte, expoziții și spectacole. În 2007, a fost gazda Campionatului Mondial U20.
Lângă arenă se află un patinoar oval în aer liber, construit în anul 1952 și folosit pentru concursuri de patinaj viteză.
Patinoarul poartă din anul 1999 numele Lajos Vákár, un fost jucător și antrenor de hochei pe gheață.